# المصناعة (الرياشية)

تعديل مصدري - تعديل

المصناعة هي إحدى قرى عزلة جبل الرياشية بمديرية الرياشية التابعة لمحافظة البيضاء، بلغ تعداد سكانها 165 نسمة حسب تعداد اليمن لعام 2004.